# 구즉동
구즉동(九則洞)은 대전광역시 유성구 북부에 있는 행정동으로 8개의 법정동을 관할한다. 2013년말 인구는 32,823명이며, 면적은 27.47km2다. 남쪽으로 신성동과 관평동, 동쪽으로 금강을 경계로 충청북도 청주시, 갑천을 경계로 대덕구 목상동, 서쪽으로 세종특별자치시 금남면, 북쪽으로 금강을 경계로 부강면과 접한다. 보덕봉, 오봉산, 불무산, 매방산 등이 있다. 국제과학비즈니스벨트 거점지구로 지정되었다.

## 역사
| 1914년 이전   | 1914년 이전                                       | 현재   | 현재        |
| 면            | 리                                                | 구     | 동          |
| ------------- | ------------------------------------------------- | ------ | ----------- |
| 회덕군 구즉면 | 금탄리                                            | 유성구 | 금탄동      |
| 회덕군 구즉면 | 오대리, 가마리, 학교리, 불노동 일부, 상신리 일부  | 유성구 | 대동        |
| 회덕군 구즉면 | 신대리, 신흥리, 녹동리                            | 유성구 | 신동        |
| 회덕군 구즉면 | 금고리, 족동, 작동 일부, 불노동 일부, 상신리 일부 | 유성구 | 금고동      |
| 회덕군 구즉면 | 둔곡리, 용두리 일부                               | 유성구 | 둔곡동      |
| 회덕군 구즉면 | 박산리, 신암리, 후피리, 봉암리 일부, 작동 일부    | 유성구 | 봉산동      |
| 회덕군 구즉면 | 하평리, 청운리, 용두리 일부                       | 유성구 | 구룡동      |
| 회덕군 구즉면 | 청룡리, 와룡리, 주성리 일부                       | 유성구 | 송강동      |
| 회덕군 구즉면 | 동화리, 봉산리, 주성리 일부, 송강리, 설목리       | 유성구 | 관평동      |
| 회덕군 구즉면 | 용산리, 오룡리                                    | 유성구 | 용산동      |
| 회덕군 구즉면 | 탑립리 일부                                       | 유성구 | 탑립동      |
| 회덕군 구즉면 | 전민리, 청유리, 탑립리 일부                       | 유성구 | 전민동      |
| 회덕군 구즉면 | 원촌동 일부, 방축리, 문지리                       | 유성구 | 문지동      |
| 회덕군 구즉면 | 원촌동 일부                                       | 유성구 | 원촌동      |
| 공주군 명탄면 | 신동리 일부                                       | 유성구 | 금탄동 일부 |
| 공주군 명탄면 | 신동리 일부                                       | 유성구 | 신동 일부   |
| 공주군 명탄면 | 계봉리                                            | 유성구 | 둔곡동 일부 |

- 백제 : 우술군, 통일 신라 : 비풍군, 고려 : 공주부
- 조선 : 공주군 구즉면(신동은 공주군 명탄면)
- 1895년 : 회덕군 구즉면
- 1914년 : 대전군 구즉면
- 1935년 11월 1일 : 대덕군 구즉면
- 1989년 1월 1일 : 대전직할시 유성구(대전시+ 대덕군 통합)
- 1995년 1월 1일 : 대전광역시 유성구

## 법정동명
- 구룡동(九龍洞)
- 금고동(今古洞)
- 금탄동(金灘洞)
- 대동(垈洞)
- 둔곡동(屯谷洞)
- 봉산동(鳳山洞)
- 송강동(松江洞)
- 신동(新洞)

## 교통
대덕대로가 있어 대전 둔산 도심과 신탄진으로 쉽게 이동할 수 있고, 금남구즉로를 통해 세종특별자치시 금남면으로 이어진다.

## 주거
| 단지명                       | 건설사                                         | 시행사                                         | 주소                         | 주소   | 입주                                               | 비고     |
| ---------------------------- | ---------------------------------------------- | ---------------------------------------------- | ---------------------------- | ------ | -------------------------------------------------- | -------- |
| 송강 한솔                    | 계룡건설산업 ㈜태영                            | 계룡건설산업 ㈜태영                            | 유성구 송강로 15             | 송강동 | 1995년 5월                                         |          |
| 송강 청솔                    | ㈜뉴서울주택건설 ㈜신호종합개발 ㈜한양 ㈜태영  | ㈜뉴서울주택건설 ㈜신호종합개발 ㈜한양 ㈜태영  | 유성구 송강로42번길 61       | 송강동 | 1995년 8월 (뉴서울, 신호, 태영) 1996년 11월 (한양) |          |
| 송강 그린                    | 삼성물산㈜ 건설부문 경남기업 ㈜미도파 건설부문 | 삼성물산㈜ 건설부문 경남기업 ㈜미도파 건설부문 | 유성구 구즉로 25             | 송강동 | 1996년 11월                                        |          |
| 하늘바람 휴먼시아 1단지      | 한신공영                                       | 대한주택공사                                   | 유성구 와룡로136번길 15      | 봉산동 | 2009년 9월                                         |          |
| 봉산휴먼시아 2단지           | 남양건설                                       | 대한주택공사                                   | 유성구 와룡로136번길 75      | 봉산동 | 2009년 7월                                         | 국민임대 |
| 둔곡지구 우미린 사이언스포레 | 정우건설㈜ ㈜우미개발                          | 명선종합건설㈜                                 | 유성구 과학성장로 80         | 둔곡동 | 2022년 11월                                        |          |
| 둔곡지구 서한이다음          | ㈜서한                                         | ㈜서한                                         | 유성구 과학성장로 77 (1단지) | 둔곡동 | 2022년 11월                                        |          |
| 둔곡지구 서한이다음          | ㈜서한                                         | ㈜서한                                         | 유성구 과학성장로 33 (2단지) | 둔곡동 | 2022년 11월                                        |          |

## 같이 보기
- 전민동
- 관평동
- 봉산동

## 학교
- 구즉초등학교 (봉산동)
- 대동초등학교 (폐교) - 유성구 대금로 77 (대동)
- 대전두리초등학교 (송강동)
- 대전송강초등학교 (송강동)
- 대전두리중학교 (송강동)
- 대전송강중학교 (송강동)